# Paredes do Bairro
Paredes do Bairro é uma povoação portuguesa do Município de Anadia que foi sede da extinta Freguesia de Paredes do Bairro, freguesia que tinha 6,56 km² de área e 994 habitantes (2011), e, por isso, uma densidade populacional de 151,5 hab/km².
Era a mais jovem freguesia do Município, tendo sido criada em 21 de julho de 1985.
A Freguesia de Paredes do Bairro foi extinta em 2013, no âmbito de uma reforma administrativa nacional, tendo sido agregada às freguesias de Amoreira da Gândara e Ancas, para formar uma nova freguesia denominada União das Freguesias de Amoreira da Gândara, Paredes do Bairro e Ancas da qual é sede.

## História
Pela mão do D. Manuel I de Portugal recebeu Foral a 20 de Dezembro de 1519. "incrito in Livro de Foraes Novos da Estremadura, Fl.224V., Col.1." Em 1811 Paredes do Bairro era vila da Beira; com juiz ordinário; comarca; provedoria e pertencia a Diocese de Aveiro; donatário, cabido de Coimbra. Em 1821 era concelho, mas povoação da freguesia de S. Lourenço do Bairro; por isso se não citam os fogos da vila… Em 1832, concelho da comarca de Aveiro. Para alguns autores o concelho foi extinto em 1835.

## População
| 1991  | 2001  | 2011 |
| 1.138 | 1.092 | 994  |

Freguesia criada pela Lei nº 131/85, de 4 de Outubro de 1985 , com lugares desanexados da freguesia de São Lourenço do Bairro
| Distribuição da População por Grupos Etários | Distribuição da População por Grupos Etários | Distribuição da População por Grupos Etários | Distribuição da População por Grupos Etários | Distribuição da População por Grupos Etários | Distribuição da População por Grupos Etários | Distribuição da População por Grupos Etários | Distribuição da População por Grupos Etários | Distribuição da População por Grupos Etários | Distribuição da População por Grupos Etários |
| -------------------------------------------- | -------------------------------------------- | -------------------------------------------- | -------------------------------------------- | -------------------------------------------- | -------------------------------------------- | -------------------------------------------- | -------------------------------------------- | -------------------------------------------- | -------------------------------------------- |
| Ano                                          | 0-14 Anos                                    | 015-24 Anos                                  | 25-64 Anos                                   | < 65 Anos                                    |                                              | 0-14 Anos                                    | 015-24 Anos                                  | 25-64 Anos                                   | < 65 Anos                                    |
| 2001                                         | 155                                          | 147                                          | 575                                          | 215                                          |                                              | 14,2%                                        | 13,5%                                        | 52,7%                                        | 19,7%                                        |
| 2011                                         | 112                                          | 100                                          | 544                                          | 238                                          |                                              | 11,3%                                        | 10,1%                                        | 54,7%                                        | 23,9%                                        |

## Património
- Igreja Matriz (Igreja de S. Tomé)
- Capela de Santo António
- Centro Social Cultural e Recreativo de Paredes do Bairro
- Igreja Evangélica
- Capela de São Tomé
- Miradouro de Costa

## Eventos Culturais

### Eventos (Festas populares e religiosas)
- Festa de Carnaval
- Festa S. Tomé (A Festa Realiza-se no mês de Dezembro e Julho)
- Festa Santo António (A Festa Realiza-se no mês de Junho)
- Festa POPULAR da Maria Malandrona (A Festa Realiza-se no mês de Março)

### Rancho
Grupo Folclórico do Centro Social, Cultural e Recreativo de Paredes do Bairro. "Nasceu com o objectivo de divulgar e promover o melhor das nossas tradições, fortalecer e alicerçar os laços de amizade e ocupar de forma saudável os tempos livres."

### Desporto
A Associação Desportiva de Paredes do Bairro regressou ao futebol, após seis anos de ausência (reiniciou após ausência em 2004) modalidade onde atingiu lugar de destaque durante algumas épocas. Encontra-se a disputar a 2ªDivisão Distrital FPF-Aveiro.

### Juventude
A Associação de Jovens de Paredes do Bairro (AJPB) retomou a sua actividade em 2010, depois de um breve interregno. Tem como escopo desenvolver a aptidão dos jovens para a cidadania e promover a cooperação e a solidariedade entre os seus associados e a população.
A AJPB leva a cabo frequentemente iniciativas culturais, sociais, recreativas, lúdicas e desportivas, onde se destacam o torneio anual "Inter-Ruas AJPB" de futsal, o "Passeio de BTT AJPB", o "Paint-Ball AJPB" e o "Magusto AJPB", entre outros eventos.